# Oriol Nel·lo i Colom
Oriol Nel·lo i Colom (Barcelona, 19 de novembre de 1957) és un geògraf i polític català, diputat al Parlament de Catalunya en la VI i VII legislatures.
Especialitzat en estudis urbans i ordenació del territori, ha publicat un bon nombre de llibres i articles científics sobre aquests temes. Format a la Universitat Autònoma de Barcelona (Doctor en Geografia) i a la Johns Hopkins University (Mestratge en Afers Internacionals), ha estat director de l'Institut d'Estudis Metropolitans de Barcelona (1988-1999), Diputat al Parlament de Catalunya (1999-2004) i Secretari per a la Planificació Territorial del Govern de la Generalitat de Catalunya (2003-2011). Actualment, és professor de la Universitat Autònoma de Barcelona i membre numerari de l'Institut d'Estudis Catalans. El 1994 fou nomenat vicepresident de la Societat Catalana d'Ordenació del Territori, filial de l'IEC. El 2015 va signar un manifest de suport a Barcelona en Comú.
A data 2024 és membre numerari de l'Institut d’Estudis Catalans, professor de la Universitat Autònoma de Barcelona, director del Grup d’Estudi sobre Energia Territori i Societat i president del Consell Assessor del Pla de Barris de Barcelona.

## Obres seleccionades
- Enric Lluch & Oriol Nel·lo, eds. (1983); La gènesi de la divisió territorial de Catalunya (1931-1936). Edició de documents de l'arxiu de la Ponència, Barcelona, Diputació de Barcelona (vol. I "Documents", XL +413 pp.; vol. 2 "Mapes")
- Enric Lluch & Oriol Nel·lo, eds. (1984); El debat de la divisió territorial de Catalunya (1939-1983). Edició d'estudis, propostes i documents, Barcelona, Diputació de Barcelona, (LXXVIII +1491 pp.)
- Joaquim Clusa & Oriol Nel·lo, eds. (1998); Lluís Carreño i Piera (1933-1996), 259 pp. Col·lecció Gent de la Casa Gran, n. 12, Barcelona: Ajuntament de Barcelona
- Oriol Nel·lo (2001); Ciutat de ciutats. Reflexions sobre el procés d'urbanització a Catalunya, Barcelona, Empúries (235 pàg.) 
  - Traduït al castellà: Cataluña, ciudad de ciudades, Lleida, Milenio, 2002 (164 pp.)
- Oriol Nel·lo (2003); Lletres de batalla. Política i territori a Catalunya, Lleida, Pagès Editors (142 pp.)
- Oriol Nel·lo, dir. (2003); Aquí, no! Els conflictes territorials a Catalunya, Barcelona, Empúries (461 pp.)
- Oriol Nel·lo & Joan Llort dirs. (2006); Pla director urbanístic del sistema costaner, Barcelona, Departament de Política Territorial i Obres Públiques (383 pp.)
- Oriol Nel·lo, dir. (2009); La Llei de barris. Una aposta col·lectiva per la cohesió social, Barcelona, Departament de Política Territorial i Obres Públiques (534 pp.)
- Oriol Nel·lo (2010); De la conservació a la gestió del paisatge. Discurs de recepció com a membre numerari de l'Institut d'Estudis Catalans, Barcelona, Institut d'Estudis Catalans (24 p.)
- Oriol Nel·lo, dir. (2010); Pla territorial metropolità de Barcelona. Síntesi, Barcelona, Institut d'Estudis Territorials (32 pp.)
- Oriol Nel·lo, dir. (2010); La política de paisatge a Catalunya, Barcelona, Departament de Política Territorial i Obres Públiques (320 pp.)
- Oriol Nel·lo (2012); Ordenar el territorio. La experiencia de Barcelona y Cataluña, València, Tirant lo Blanch (256 pp.)
- Oriol Nel·lo (2012); Francesco Indovina: del anàlisis del territorio al gobierno de la ciudad, Barcelona, Editorial Icaria (294 p.)